# المشغلون والأشياء
المشغلون والأشياء: الحياة الداخلية لمريضة انفصام الشخصية هو سيرة ذاتية مجهولة المصدر صدرت عام 1958، تروي قصة امرأة بدأت تعاني من انفصام الشخصية وتتعافى منه، كتبتها تحت اسم مستعار هو باربرا أوبراين. يتتبع الكتاب، الذي نشرته دار أرلينغتون بوكس، قصة الكاتبة وهي تستيقظ لتجد ثلاثة أشخاص رماديين وهزيلين أمام سريرها، تُطلق عليهم اسم "المشغلون"، وهو الاسم نفسه الذي تُطلقه على من يتلاعبون بالآخرين في حياتها المهنية لتحقيق مكاسب شخصية. تأخذها هذه الشخصيات في رحلة عبر الولايات المتحدة، حيث تلتقي في النهاية بمحلل نفسي. نوقش الكتاب في عدد من المنشورات، ووصفه روبرت كيرش بأنه "عملٌ عبقريٌّ وقوي، يُستحضر مزيجًا من أعمال كافكا وجويس، مع لمسة من أعمال أورويل".

## المؤلفة والخلفية
ألّفت "المشغلون والأشياء" امرأة مجهولة المصدر، كتبت تحت اسم مستعار هو "باربرا أوبراين". دار نشر أرلينغتون بوكس، ومقرها كامبريدج، ماساتشوستس، الولايات المتحدة الأمريكية، طبعت الكتاب عام 1958، وكان أول كتاب يُنشر لها. كان من المقرر في الأصل أن تنشره دار بيكون برس، وكان واحدًا من عدة كتب أحضرها محرر بيكون، توم بليدسو، إلى دار نشر أرلينغتون بوكس التي أسسها حديثًا. احتوت الطبعة الأولى على مقدمة بقلم مايكل ماكوبي وملاحظة سريعة بقلم إل. جيه. رينا. نُشرت الطبعات اللاحقة عام 1975 بواسطة إيه. إس. بارنز، وعام 1976 بواسطة سيجنت، وعام 2011 بواسطة سيلفر بيرش برس. وفقًا لنسخة عام 2011، كانت آخر مرة سمع فيها أحد من أوبراين عام 1976، عندما كتبت فصلًا إضافيًا لنسخة جديدة من الكتاب. ذكر وصف المؤلف لإصدار عام 1976 أنها "تعافت تمامًا" وتعيش خارج لوس أنجلوس.